# Компарування
Компарування (англ. comparation, comparison; нім. Vergleich, Komparierung, Gegenüberstellung f, Komparatung f) — (інтерналізована назва для:) порівняння значення фізичної величини (довжини, частоти тощо) зі значенням величини, яка відтворюється мірою, на компараторі.
Компарування — порівняння заходів або вимірюваної величини з величиною еталона. Компарування здійснюють за допомогою приладів порівняння (компараторів): рівноплечних ваг, електровимірювального потенціометра, фотометричної лави з фотометром, компараторів для лінійних заходів і т. ін. Компаратори є невід'ємною частиною більшості повірочних схем.